# Helionidia biplagiata
Helionidia biplagiata är en insektsart som först beskrevs av Haupt 1927.  Helionidia biplagiata ingår i släktet Helionidia och familjen dvärgstritar. Inga underarter finns listade i Catalogue of Life.